# Enchelycore ramosa
Enchelycore ramosa är en fiskart som först beskrevs av Griffin 1926.  Enchelycore ramosa ingår i släktet Enchelycore och familjen Muraenidae. Inga underarter finns listade i Catalogue of Life.